# Dave Brat
David Alan Brat dit Dave Brat, né le 27 juillet 1964 à Détroit (Michigan), est un professeur d'économie et un homme politique américain membre du Parti républicain.
Soutenu par le mouvement du Tea Party, et élu à la Chambre des délégués de Virginie depuis 2011, il crée la surprise le 10 juin 2014 en battant, dans la primaire républicaine de l'élection du représentant de la 7e circonscription de Virginie, le chef de la majorité à la Chambre des représentants Eric Cantor. Brat est élu à l'assemblée contre le démocrate Jack Trammell (en) avec plus de 60 % des voix.
Brat avait dépensé vingt fois moins que les 5,4 millions de dollars de son adversaire, mais a bénéficié du soutien de commentateurs radios comme Mark Levin et Ann Coulter. Il a fait campagne contre l’immigration et l’amnistie des clandestins dont Cantor était responsable au sein du groupe parlementaire.